# Bernhard R. Appel

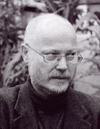
Bernhard Appel (2014)

Bernhard R. Appel (* 20. Februar 1950 in Wallersdorf, Niederbayern) ist ein deutscher Musikwissenschaftler. Seine Forschungsschwerpunkte sind Leben und Werk des Komponisten Robert Schumann, Musikgeschichte des 18. und 19. Jahrhunderts, Ludwig van Beethovens Werke, kompositorische Schaffensprozesse sowie Methodik, Theorie und Praxis der Musikphilologie, insbesondere der genetischen Textkritik und digitalen Musikedition. Daneben befasst sich Appel mit der Geschichte der Viola da gamba.

## Leben
Appel studierte Schulmusik an der Musikhochschule des Saarlandes sowie Musikwissenschaft, Germanistik, Linguistik und Philosophie an der Universität des Saarlandes in Saarbrücken. Von 1977 bis 1984 war er wissenschaftlicher Mitarbeiter, dann Assistent am Institut für Musikwissenschaft der Universität des Saarlandes, wo er 1981 mit einer, mit dem Eduard-Martin Preis der Universität des Saarlandes ausgezeichneten Arbeit über Robert Schumann promoviert wurde. 1985 bis 1986 arbeitete er in dem DFG-Projekt „Standortermittlungen zu Schumann-Autographen“ an der Universität Köln mit. Von 1986 bis 2006 war er leitender Mitarbeiter der Robert-Schumann-Forschungsstelle in Düsseldorf und Gründungsredakteur der Neuen Schumann-Gesamtausgabe. 1996 erhielt er den Schumann-Preis der Stadt Zwickau. Im Jahr 2000 erfolgte die Habilitation an der Universität Dortmund. 2003 wurde Appel durch die Landesregierung Nordrhein-Westfalens zum Professor ernannt. Er nahm Lehraufträge, vornehmlich zur Musikphilologie, an den Universitäten Saarbrücken, Marburg, Bonn und an der Musikhochschule in Düsseldorf wahr.
2007 bis 2015 war er Leiter des Beethoven-Archivs und des Verlags Beethoven-Haus sowie Herausgeber der Neuen Beethoven-Gesamtausgabe, der Bonner Beethoven-Studien und der Skizzenbuch-Editionsreihe Beethoven. Skizzen und Entwürfe. Im Rahmen des Beethoven-Archivs begründete er 2007 ein jährlich im Sommer stattfindendes Beethoven-Studienkolleg zur Förderung des musikwissenschaftlichen Nachwuchses im Bereich der Musikphilologie, das er bis 2015 organisierte und leitete.
Seit den 1990er Jahren befasst sich Appel mit der Entwicklung einer musikbezogenen „genetischen Textkritik“. Diese knüpft an die seit etwa 1860 betriebene musikalische Skizzenforschung an und verbindet sich mit methodischen und theoretischen Konzepten der in Frankreich seit den 1970er Jahren angewandten literaturbezogenen critique génétique.
Im März 2015 trat Appel in den Ruhestand, betreut aber weiterhin gemeinsam mit Joachim Veit vom Musikwissenschaftlichen Seminar Detmold-Paderborn das im Beethoven-Haus Bonn und Detmold angesiedelte Forschungsprojekt Beethovens Werkstatt. Genetische Textkritik und Digitale Musikedition (Beethovens Werkstatt). Dieses seit 2014 von der Akademie der Wissenschaften und der Literatur Mainz geförderte, auf 16 Jahre angelegte Grundlagenforschungsprojekt entwickelt auf der Basis von Beethovens Werkstattdokumenten (Skizzen, Entwürfe, Arbeitsmanuskripte, Abschriften etc.) einerseits textgenetische Methoden zur Erforschung kompositorischer Schaffensvorgänge und erarbeitet zugleich neue digitale Formen der Darstellung und Vermittlung der erzielten Forschungsergebnisse. Das Projekt arbeitet u. a. mit dem von einer international zusammenarbeitenden Forschergruppe (Music encoding initiative) für die Musiknotation entwickelten Kodierungsformat MEI. Sowohl die in "Beethovens Werkstatt" entwickelten textgenetischen Methoden und Arbeitstechniken als auch die mit ihnen untrennbar verknüpften digitalen Editionskonzepte sollen auch auf andere Komponisten angewendet werden können.

## Schriften (in Auswahl)

### Bücher
- Robert Schumanns "Humoreske" für Klavier op. 20. Zum musikalischen Humor in der ersten Hälfte des 19. Jahrhunderts unter besonderer Berücksichtigung des Formproblems, Dissertation, maschr., Saarbrücken 1981.
- Robert Schumanns "Album für die Jugend". Einführung und Kommentar. Mit einem Geleitwort von Peter Härtling, Zürich, Mainz 1998, Schott, Mainz u. a. 2010, ISBN 978-3-7957-8746-2.
- Musik und Szene. Festschrift für Werner Braun zum 75. Geburtstag, hrsg. von Bernhard R. Appel, Karl W. Geck und Herbert Schneider, Saarbrücker Druckerei und Verlag, Saarbrücken 2001, ISBN 3-930843-66-8.
- Neue Bahnen. Robert Schumann und seine musikalischen Zeitgenossen (Reihe: Schumann-Forschungen. Band 7), hrsg. von Bernhard R. Appel, Mainz 2002, ISBN 978-3-7957-0429-2.
- Viola da gamba, Baryton, Arpeggione. Festschrift Alfred Lessing, Düsseldorf 2000, hrsg. von Bernhard R. Appel und Johannes Boer, Utrecht 2003.
- Robert Schumann in Endenich (1854–1856). Krankenakten, Briefzeugnisse und zeitgenössische Berichte (= Schumann-Forschungen, Band 11), Schott, Mainz 2006, ISBN 3-7957-0527-4.
- Von der Nullten bis zur Zehnten. Wege zu Beethovens Symphonien, hrsg. von Michael Ladenburger und Bernhard R. Appel (Veröffentlichungen des Beethoven-Hauses Bonn, Begleitpublikationen zu Ausstellungen, Band 19), Verlag Beethoven-Haus, Carus-Verlag, Bonn 2008, ISBN 978-3-88188-113-5.
- Vom Einfall zum Werk – Robert Schumanns Schaffensweise (= Schumann-Forschungen, Band 13), Verlag Schott, Mainz 2010, ISBN 978-3-7957-0683-8.
- Editionsrichtlinien Musik. Im Auftrag der Fachgruppe Freie Forschungsinstitute in der Gesellschaft für Musikforschung hrsg. von Bernhard R. Appel und Joachim Veit unter Mitarbeit von A. Landgraf. Bärenreiter, Kassel/Basel u. a. 2000, ISBN 3-7618-1487-9.
- Ludwig van Beethoven. 33 Veränderungen C-Dur über einen Walzer von Anton Diabelli für Klavier op. 120. Teil 1: Faksimile des Autographs NE 294 im Beethoven-Haus Bonn, Teil 2: Faksimile der Originalausgabe (Widmungsexemplar) und Kommentare von Bernhard R. Appel, William Kinderman und Michael Ladenburger, Bonn 2010 (Veröffentlichungen des Beethoven-Hauses, Reihe III: Ausgewählte Handschriften in Faksimile-Ausgaben, Band 18/19), Bonn 2010, ISBN 978-3-88188-119-7.
- Musikphilologie. Grundlagen – Methoden – Praxis. Hrsg. von Reinmar Emans und Bernhard R. Appel (Kompendien Musik, Band 3), Verlag Laaber, Laaber 2017, ISBN 978-3-89007-723-9.
- Widmungen bei Haydn und Beethoven: Personen – Strategien – Praktiken. Bericht über den Internationalen musikwissenschaftlichen Kongress Bonn, 29. September bis 1. Oktober 2011, hrsg. von Bernhard R. Appel, Armin Raab (Veröffentlichungen des Beethoven-Hauses Bonn, Reihe IV: Schriften zur Beethoven-Forschung, hrsg. von Bernhard R. Appel, Band 25), Bonn 2016, ISBN 978-3-88188-146-3.
- Beethoven liest. Hrsg. von Bernhard R. Appel und Julia Ronge (Schriften zur Beethoven-Forschung, Band 28), Bonn 2016, ISBN 978-3-88188-150-0.
- Beethoven und der Wiener Kongress (1814/15): Bericht über die vierte New Beethoven Research Conference Bonn, 10. bis 12. September 2014. Hrsg. von Bernhard R. Appel, Joanna Cobb Biermann, William Kinderman und Julia Ronge,(Veröffentlichungen des Beethoven-Hauses Bonn, Reihe 4: Schriften zur Beethoven-Forschung, Band 26), Bonn 2016, ISBN 978-3-88188-146-3.

### Aufsätze
- Abweichungstypen in Abschriften und Drucken, in: Robert Schumann und die französische Romantik. Bericht über das 5. Internationale Schumann-Symposion am 9./10. Juni 1994 in Düsseldorf, hrsg. von Ute Bär, Mainz 1997, S. 275–293 (= Schumann Forschungen, Band 6).
- Robert Schumanns Mondnacht op. 39/5 – Quellen und Varianten, in: Festschrift Walter Wiora zum 90. Geburtstag (30. Dezember 1996), hrsg. von Christoph-Hellmut Mahling und Ruth Seiberts, Tutzing 1997, S. 9–23, ISBN 978-3-79520-890-5.
- Kontamination oder wechselseitige Erhellung der Quellen?, in: Der Text im musikalischen Werk: Editionsprobleme aus musikwissenschaftlicher und literaturwissenschaftlicher Sicht, hrsg. von Walther Dürr, Helga Lühning, Norbert Oellers, Hartmut Steinecke, Berlin 1998, S. 22–42 (Beihefte zur Zeitschrift für Deutsche Philologie, 8), ISBN 978-3-503-03789-6.
- Zum Textstatus von Kompositions-Skizzen und -Entwürfen, in: Jahrbuch des Staatl. Instituts für Musikforschung – Preuß. Kulturbesitz, Stuttgart / Weimar 1999, S. 177–210.
- Robert Schumann und die Komponistin Elise Müller, in: "Neue Bahnen". Robert Schumann und seine musikalischen Zeitgenossen, hrsg. von Bernhard R. Appel, Mainz 2002, S. 41–57.
- Historische Notenorthographie als editorisches Problem, in: Aspekte historischer und systematischer Musikforschung. Zur Symphonie im 19. Jahrhundert, zu Fragen der Musiktheorie, der Wahrnehmung von Musik und Anderes, hrsg. v. Christoph-Hellmut Mahling u. Kristina Pfarr, Are-Musik-Verlag, Mainz 2002, S. 499–515, ISBN 3-924522-11-1.
- Über die allmähliche Verfertigung musikalischer Gedanken beim Schreiben, in: Musikforschung, 56. Jg., H. 4, 2003, S. 347–365.
- Sechs Thesen zur genetischen Kritik kompositorischer Prozesse, in: Musiktheorie, 20. Jg., H. 2, 2005, S. 112–122.
- Variatio delectat – Variatio perturbat. Anmerkungen zu Varianten in der Musik, in: Varianten – Variants – Variantes, hrsg. von Christa Jansohn u. Bodo Plachta, Tübingen 2005 (Beihefte zu editio, Band 22), S. 7–24.
- Schumann und die klassische Vokalpolyphonie, in: Der späte Schumann. Musik-Konzepte Sonderband, hrsg. von Ulrich Tadday, München 2006, S. 117–132, ISBN 3-88377-842-7.
- Poesie und Handwerk. Robert Schumanns Schaffensweise, in: Schumann-Handbuch, hrsg. von Ulrich Tadday, Metzler, Stuttgart / Weimar, Bärenreiter, Kassel 2006, S. 140–193. ISBN 978-3-476-01671-3 (Metzler), ISBN 978-3-7618-2034-6 (Bärenreiter).
- Satzschlüsse in Beethovens 8. Symphonie F-Dur op. 93, in: Von der Nullten bis zur Zehnten. Wege zu Beethovens Symphonien (siehe unter Bücher) Bonn 2008, S. 59–68.
- Merkmale kompositorischer Varianten, in: Digitale Edition zwischen Experiment und Standardisierung. Musik – Text – Codierung, hrsg. von Peter Stadler und Joachim Veit, Tübingen 2009, S. 23–32 (Beihefte zu editio, Band 31).
- Model and Emulation: Beethoven’s Grande Sonate pour Pianoforte et Violoncelle and E. T. A. Hoffmann’s Grand Trio, in: Journal of Musicological Research, 32 (Special Issue: New Beethoven Research), No. 2–3, 2013, S. 116–131.
- Widmungsstrategien. Beethoven und die europäischen Magnaten, in: Widmungen bei Haydn und Beethoven: Personen – Strategien – Praktiken (siehe unter Bücher), Bonn 2016, S. 139–170.
- Music as composed Text. Reflections on the Content and Method of the „Critique Génétique“ of Musical Works, in: Genéses musicales, hrsg. von Nicolas Donin, Almuth Grésillon, Jean-Louis Lebrave, Paris 2015, S. 35–44.
- Zur Editionsgeschichte der Werke Ludwig van Beethovens: Ein Überblick, in: Musikeditionen im Wandel der Geschichte, hrsg. v. Reinmar Emans und Ulrich Krämer(Bausteine zur Geschichte der Edition, Band 5) Berlin, Boston 2015, S. 369–404.
- Skizzierungsprobleme im Schaffen Beethovens: Probleme der Erschließung und der Digitalen Edition(zusammen mit Joachim Veit). In: Die Tonkunst 9 (2015), S. 122–130.
- Textkategorien in kompositorischen Werkstattdokumenten, in: "Ei, dem alten Herrn zoll' ich Achtung gern." Festschrift für Joachim Veit zum 60. Geburtstag, hrsg. von Kristina Richts und Peter Stadler für den Virtuellen Forschungsverbund Edirom, München 2016, S. 49–58, ISBN 978-3-86906-842-8. Italienische Übersetzung siehe: Categorie testuali nei documenti di lavoro die compositori
- Beethoven und die indische Geisteswelt, in: Beethoven liest (siehe unter Bücher), Bonn 2016, S. 35–58.
- Categorie testuali nei documenti di lavoro die compositori (Traduzione italiana di Federica Rovelli), in: Philomusica on-line, 15/2 (2016), S. 127–138.
- Genetische Textkritik: Vom mehrfachen Schriftsinn musikalischer Werkstattdokumente, in: Brahms am Werk. Konzepte, Texte, Prozesse, hrsg. von Siegfried Oechsle und Michael Struck unter Mitarbeit von Katrin Eich, München 2016, S. 25–45, ISBN 978-3-87328-157-8.
- Textdifferenzen, in: Musikphilologie. Grundlagen – Methoden – Praxis, (siehe unter Bücher), Laaber 2017, S. 162–175.
- Kontinuität und Fortschritt. Anmerkungen zum Bonner Beethoven-Archiv. In: Verein Beethoven-Haus 1989–2014. Festschrift zum Jubiläumsjahr 2014 (Jahresgaben des Vereins Beethoven-Haus, Band 30), Bonn 2014, S. 27–32.

### Editionen
- Robert Schumann. Der Handschuh op. post. [für gemischten Chor a cappella], Erstausgabe, Partitur, Schotts Chorverlag, Mainz u. a. 1988.
- Robert Schumann. Glockentürmers Töchterlein op. post. [für gemischten Chor a cappella], Erstausgabe, Partitur, Schott, Mainz u. a. 1988.
- Robert Schumann. Neue Ausgabe sämtlicher Werke, Bd. IV, 3, 2, Missa sacra op. 147 für gemischten Chor, Soli und Orgel, Partitur, Schott, Mainz 1991; Orgelstimme, Schott, Mainz 1992; Klavierauszug, Schott, Mainz 1994.
- desgl.: Taschenpartitur, Edition Eulenburg, London 2009.
- Robert Schumann. Neue Ausgabe sämtlicher Werke, Bd. IV, 3, 3, Requiem op. 148, Partitur, Schott, Mainz 1993.
- desgl.: Taschenpartitur, Edition Eulenburg, London 2009.
- Robert Schumann. Tragödie für Solostimmen und Orchester, Erstausgabe, Schott, London / Mainz 1994.
- Robert Schumann. Klavierkonzert a-Moll. Opus 54. Faksimile der autographen Partitur, hrsg. vom Heinrich-Heine-Institut, Düsseldorf mit Geleitworten von Joseph A. Kruse u. Akio Mayeda und einer Einführung von Bernhard R. Appel, Kassel 1996 (Dokumenta musicologica, XXVIII).
- Robert Schumann. Klavierbüchlein für Marie. Faksimile-Ausgabe der Handschrift im Beethoven-Haus Bonn mit einem Kommentar, Bonn 1998; 2. verbesserte Aufl. Bonn 2012, ISBN 978-3-88188-011-4.
- Robert Schumann. Neue Ausgabe sämtlicher Werke, VII, 3, 4, Studien und Skizzen. […] Taschennotizbuch, hrsg. von Bernhard R. Appel, Kazuko Ozawa-Müller u. Matthias Wendt, Schott, Mainz u. a. 1998.
- Robert Schumann. Requiem für gemischten Chor und Orchester, op. 148. Klavierauszug nach R. Schumann, Neue Ausgabe sämtlicher Werke Bd. IV, 3,3, Schott, Mainz u. a. 1999, ISMN M-001-123377-8.
- Robert Schumann. Neue Ausgabe sämtlicher Werke. Serie III: Klavier- und Orgelwerke, Werkgruppe 2: Werke für Klavier zu vier Händen bzw. für zwei Klaviere, hrsg. von Joachim Draheim und Bernhard R. Appel, Schott, Mainz u. a. 2001, ISMN M-001-11317-5.
- Robert Schumann. Neue Ausgabe sämtlicher Werke, Werkgruppe II, Bd. 1, Klavierkonzert op. 54, hrsg. von Bernhard R. Appel, Schott, Mainz u. a. 2003.
- Robert Schumann: Andante und Variationen op. 46, Urtext nach der Gesamtausgabe für zwei Klaviere zu vier Händen, hrsg. von Bernhard R. Appel u. Joachim Draheim, Schott, Mainz / London 2005, ISMN M-001-13998-4.
- Robert Schumann. Neue Ausgabe sämtlicher Werke. Serie I: Orchesterwerke, Werkgruppe 2: Konzerte, Bd. 2: […] Anhang: Konzertsatz d-moll Anhang B5, Schott, Mainz / London u. a. 2007, ISBN 978-3-7957-9320-3.
- Robert Schumann: Konzert für Klavier und Orchester op. 54. Klavierauszug, Schott, Mainz / London u. a. 2010, ISMN 979-0-001-17133-5.
- Robert Schumann. Neue Ausgabe sämtlicher Werke. Serie VII: Klavierauszüge, Bearbeitungen, Studien und Skizzen, Werkgruppe 3: Studien und Skizzen: Bd. 3, 2: Brautbuch Anhang R11, Schott, Mainz / London 2011, ISMN 979-0-001-17421-3.
- Beethoven Werke Gesamtausgabe, Abteilung II, Bd. 4, Werke für Militärmusik und Panharmonicon. Hrsg. von Anja Mühlenweg unter Mitarbeit von Bernhard R. Appel, auf Vorarbeiten von Heide Volckmar-Waschk, Koreferat Jens Dufner, G. Henle-Verlag München 2017, ISMN 979-0-2018-4064-2 bzw. ISMN 979-0-2018-4065-9.
- Beethoven Werke Gesamtausgabe, Abteilung XI, Bd. 3, Lieder verschiedener Völker. Hrsg. von Susanne Cox, Koreferat Bernhard R. Appel, München 2016, ISMN 979-0-2018-4421-3.
- Beethoven Werke Gesamtausgabe, Abteilung I, Bd. 5, Symphonien V Nr. 9 d-Moll op. 125 mit Schluß-Chor über Schillers Ode "An die Freude" für großes Orchester, 4 Solo- und 4 Chor-Stimmen. Hrsg. von Beate Angelika Kraus unter Mitarbeit von Bernhard R. Appel, Koreferat Christine Siegert, G. Henle-Verlag, München 2020, ISMN 979-0-2018-4034-5 bzw. ISMN 979-0-2018-4035-2.